# Mesene epalia
Mesene epalia är en fjärilsart som beskrevs av Jean Baptiste Godart 1924. Mesene epalia ingår i släktet Mesene och familjen Riodinidae. Inga underarter finns listade i Catalogue of Life.